# Манциана
Манциана (итал. Manziana) — коммуна в Италии, располагается в регионе Лацио, подчиняется административному центру Рим.
Население составляет 6148 человек (на 2004 г.), плотность населения составляет 251 чел./км². Занимает площадь 23 км². Почтовый индекс — 066. Телефонный код — 06.
Покровителем населённого пункта считается святой Иоанн Креститель. Праздник ежегодно празднуется 29 августа.